# Keltens dröm
Keltens dröm (spanska: El sueño del celta) är en roman av den peruanske författaren Mario Vargas Llosa som baseras på Roger Casements liv och publicerades (på spanska) den 3 november 2010. Det är författarens första verk som också ges ut som e-bok. Mario Vargas Llosa tilldelades Nobelpriset i litteratur år 2010 för "hans kartläggning av maktens strukturer och knivskarpa bilder av individens motstånd, revolt och nederlag."
Roger Casement (Dublin, 1864 – London, 1916) var en brittisk konsul som var född på Irland och som gjorde sig känd för sina protester mot grymheter och övergrepp inom det koloniala systemet i Belgiska Kongo. Han anses vara en av de första västerlänningar som fick kännedom om orättfärdigheterna och det godtycke som härskade i de kolonier som styrdes av de europeiska kolonialmakterna.
År 1906 sändes han till Brasilien, på uppdrag av brittiska utrikesdepartementet för att utreda klagomål mot det peruanska gummiföretaget Peruvian Rubber Company, som finansierades med brittiska medel. Enligt de rapporter som var tillgängliga, hade företaget begått många klandervärda handlingar mot ursprungsbefolkningen i regionen Putumayo i Colombia.
Irländska självständighetsivrare försökte få tyskt stöd för saken och samtidigt började första världskriget, vilket ledde till att han greps av brittiska myndigheter som anklagade honom för förräderi och homosexualitet. 
Under romanens händelseförlopp beskrivs utvecklingen och motsägelserna hos huvudpersonen. Son till en katolsk mor och en anglikansk far, döptes han i hemlighet efter födseln. Under sitt liv övergick han från anglikan till katolik och från diplomat i tjänst hos den brittiska regeringen till en förespråkare av självständighet för Irland och konspiratör mot Storbritannien.